# Mesopsyche dobrokhotovae
Mesopsyche dobrokhotovae — викопний вид скорпіонових мух вимерлої родини Mesopsychidae, що існував у пізньому тріасі (221—205 млн років тому).

## Рештки
Вид описаний у 1997 році з відбитка крила, що знайдений у відкладеннях Протопівської формації поблизу села Гаражівка (нині частина села Велика Комишуваха) Барвінківського району Харківської області. Датується другою половиною тріасового періоду. У 2014 році рештки виду знайдено у пізньотріасовій формації Амісан у місті Порьон в Південній Кореї.